# Garde côtière pakistanaise
La Garde côtière pakistanaise (PCG) est une branche militaire des forces armées pakistanaises qui se consacre aux opérations fluviales en prenant la responsabilité de mener les missions de lutte contre les narcotiques, de renforcer les efforts de lutte contre la traite des êtres humains, l'immigration illégale via les zones côtières et prendre des initiatives dans le domaine de la lutte contre la contrebande.
La branche des gardes-côtes se distingue de l'Agence pakistanaise de sécurité maritime de la Marine pakistanaise (PMSA), qui a la capacité de mener des opérations de recherche et de sauvetage en haute mer et a la responsabilité principale de défendre les zones côtières tout en menant l'opération militaire pour l'application de la loi maritime aux niveaux national et international. Au lieu de cela, la garde côtière de l'armée assume la responsabilité du rôle de police en empêchant toutes sortes d'activités criminelles dans les zones côtières.

## Historique
De 1947 à 1960, les Pakistan Customs (en) étaient chargées de l'application des lois pour la défense des frontières terrestres et maritimes du Pakistan dans le but d'empêcher la contrebande à destination et en provenance du Pakistan. En 1971, le quartier général de la Garde côtière a été établi à Karachi avec le chef de l'armée pakistanaise Sajjad Husain devenant son premier directeur général.
Son statut constitutionnel a été accordé par les procédures parlementaires en 1972 et est devenu un organisme fédéral d'application de la loi en 1973 tout en restant une branche de l'armée. Les gardes-côtes pakistanais sont chargés de maintenir la loi constitutionnelle sur les plages du Pakistan et de patrouiller dans les zones fluviales tandis que les missions de recherche et de sauvetage en mer, l'application de la loi sur l'amirauté dans les eaux internationales et la prévention de la piraterie armée relèvent de la responsabilité de l' Agence de sécurité maritime (MSA).
Depuis lors, elle a modernisé ses installations et sa flotte pour renforcer ses capacités de patrouille côtière. Les garde-côtes de l'armée sont dirigés par un directeur général. Les officiers du PCG sont détachés de l'armée et de la marine pour une période de deux à trois ans, tandis que les troupes sont permanentes. En plus des troupes terrestres, les gardes-côtes maintiennent également une petite flotte de bateaux de patrouille pour effectuer leurs tâches maritimes, bien que les opérations en eau profonde soient menées par son homologue l'Agence de sécurité maritime (MSA) de Marine pakistanaise.
Le nombre exact de personnel et d'équipement détenu par les gardes-côtes reste confidentiel. Les gardes-côtes pakistanais travaillent sous le contrôle administratif du ministère de l'Intérieur en temps de paix alors qu'ils seront placés sous le contrôle opérationnel de l'armée pakistanaise en temps de guerre.

## Organisation
Les bataillons du PCG sont dirigés par des commandants ayant le grade de lieutenant-colonel, nomination venant de l'armée :
- 1er Bataillon, Uthal
- 2e Bataillon, Korangi
- 3e Bataillon, Gwadar
- 4e Bataillon, Pasni

Les bataillons sont chacun subdivisés en 3-4 compagnies (commandées par des majors/capitaines détachés de l'armée).

### Force maritime
Les gardes-côtes du Pakistan dans leur ensemble sont répartis sur tout le territoire pour protéger la ceinture côtière de 1050 km ainsi que jusqu'à 12 NM des eaux territoriales du Pakistan. L'aile marine du PCG est chargée de 12 NM d'eaux territoriales. L'escadre marine est basée à Karachi et commandée par un commandant détaché de la marine pakistanaise. Elle est équipée de bateaux de patrouille rapide, de bateaux d'interception armés et d'autres bateaux utilitaires avec les derniers équipements à bord. Elle dispose de toutes les facilités pour former ses hommes dans les domaines concernés et capable de diriger des cadres généraux et techniques. Elle a également créé un centre de recherche et de sauvetage pour  éviter les pertes ou dommages matériels.

### Troupe d'infanterie montée
Elle est basée à Korangi et est responsable de l'entretien des chevaux, des chameaux et des bovins pour une utilisation sur le terrain, ainsi qu'une section pour chiens. Elle est commandée par un capitaine détaché du Remount, Veterinary and Farm Corps (RV&FC) de l'armée.

## Rôles

### Anti-contrebande
Contrôler les passeurs et arrêter leurs activités de contrebande (entrantes et sortantes) par les voies maritimes. Les bataillons ont des postes de contrôle spéciaux tout le long de la ceinture côtière et interviennent également au hasard dans les zones menacées. De plus, l'escadre du renseignement dispose d'un réseau d'agents et d'informateurs et possède un équipement de communication et de surveillance moderne, y compris les radars.

### Traite des êtres humains
La Garde côtière pakistanaise a entrepris ces dernières années de plus grandes opérations contre les réseaux de drogue et d'armes et même contre les trafiquants d'êtres humains et les trafiquants opérant dans les eaux côtières.

### Lutte anti-narcotique
Le PCG est responsable du contrôle des stupéfiants le long des côtes du Pakistan

## Galerie

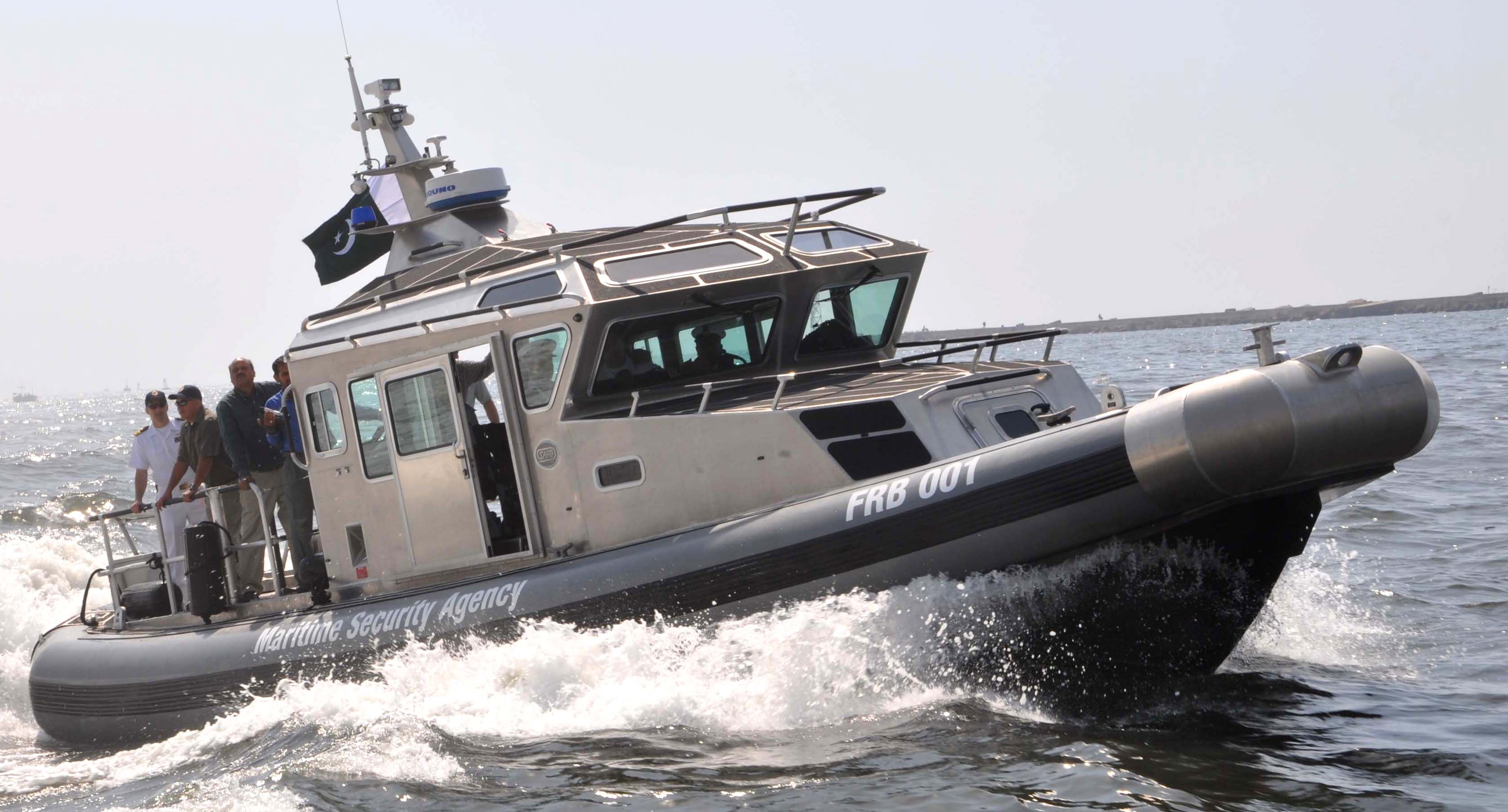
Vedette d'intervention rapide
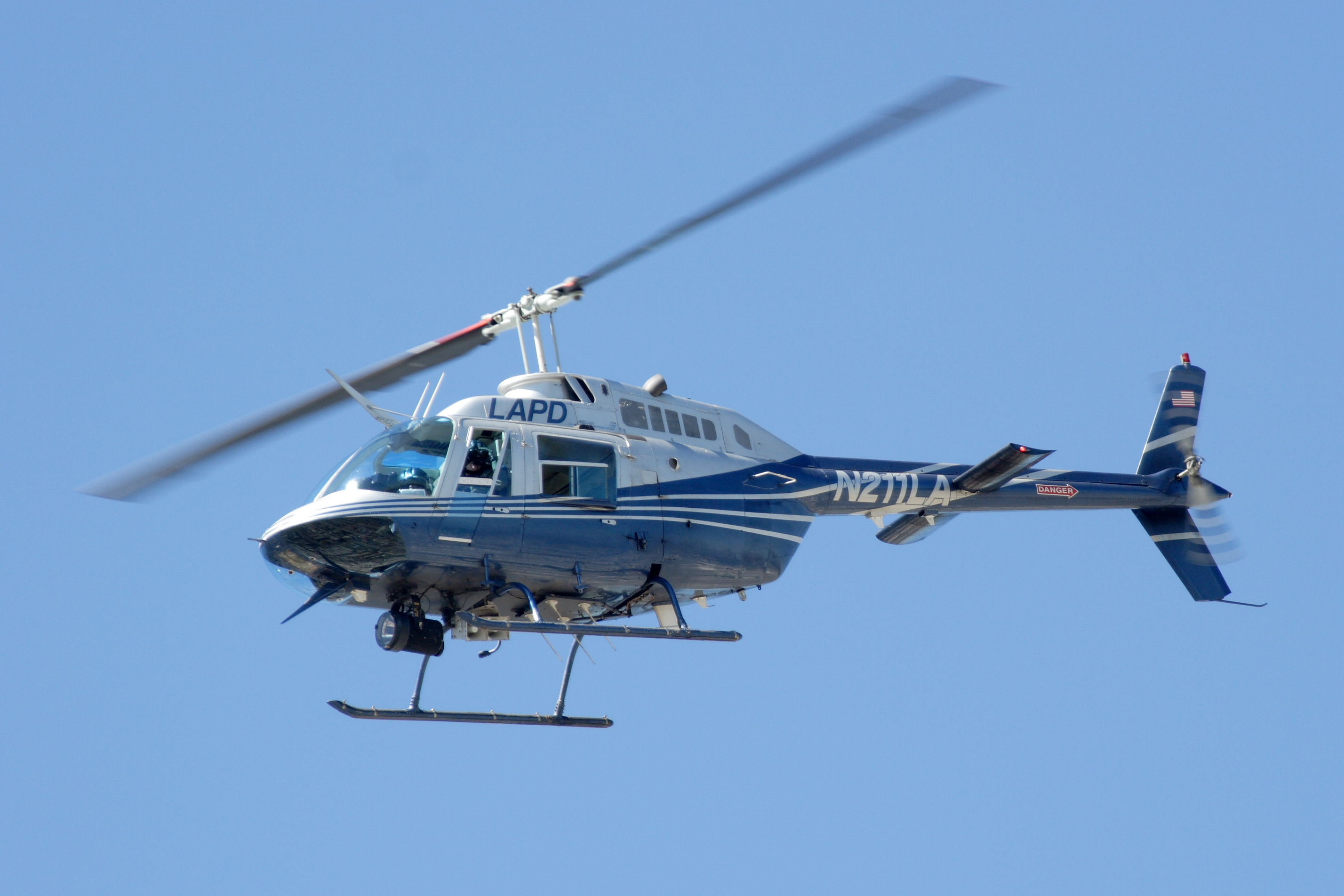
Hélicoptère BELL 206 Ranger